# Миномёт Стокса
 81-мм миномёт системы капитана Стокса — английский 81-мм миномёт времён Первой мировой войны.
Это был первый миномёт, созданный по схеме мнимого треугольника, ставшей впоследствии классической.
Состоял из гладкоствольной трубы с навинтным казёнником, двуноги-лафета, опорной плиты и прицела, причём опорная плита имеет три шаровых гнезда, что позволяет, переставляя в процессе стрельбы опору казённика, выравнивать плиту на грунте без её перемещения.
Существенным недостатком миномёта являлся ничем не стабилизированный полёт мины.

## История

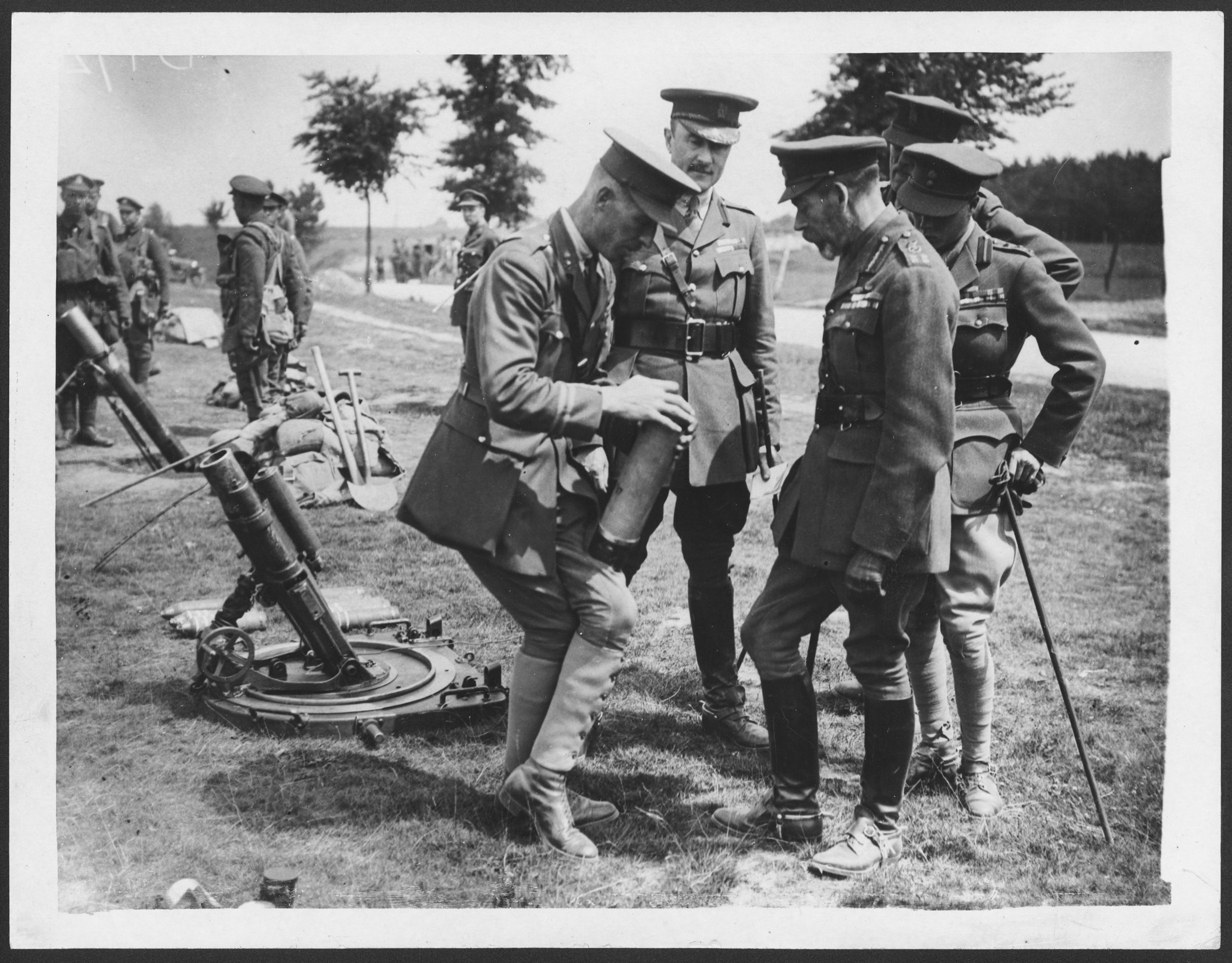
Король Георг V осматривает миномёт Стокса

## Артиллерийская мина системы Стокса

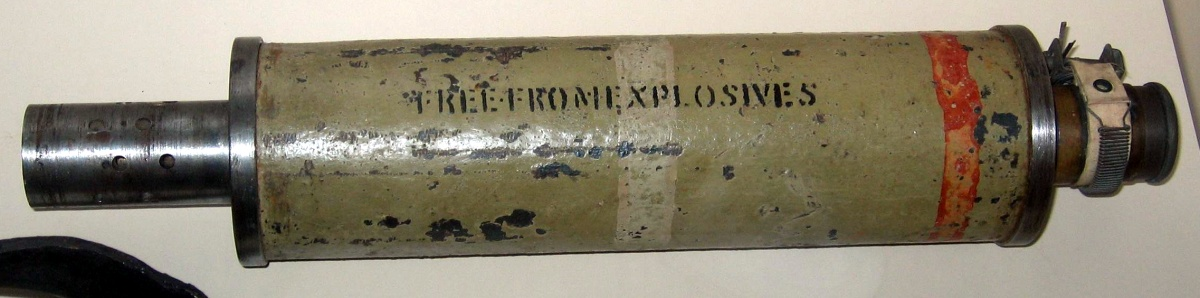
Артиллерийская мина без оперения

Миномёт системы У. Стокса времён Первой мировой войны использовал мину, кувыркавшуюся в полёте, что было сделано для лучшего разброса ядовитых газов в окопах неприятеля, находящихся в нескольких сотнях метров от миномётной позиции. При попадании в цель такая мина разлеталась на части, разбрасывая отравляющие вещества вместо того, чтобы зарыться в землю, как случилось бы со стабилизированной миной. Ничем не стабилизированный полёт мины с сопутствующей такому дизайну небольшой максимальной дальностью стрельбы являлся существенным недостатком такой системы. Когда миномёты стали применять в роли пехотной артиллерии, позволяющей пехотным подразделениям продвигаться по фронту под прикрытием миномётного огня, оружейные конструкторы усовершенствовали мину Стокса, придав ей более аэродинамическую стреловидную форму, что позволило значительно увеличить дальнобойность миномётов такого типа. Мина Стокса представляла собой чугунную конструкцию цилиндрической формы диаметром 3 дюйма, заполненную взрывчаткой или отравляющими веществами. Однако диаметр крышек в передней и задней части цилиндра составляет около 81 мм. Несоответствие между настоящим калибром миномёта и его обозначением является конфузом и также имело место в стандартном «3-дюймовом» британском миномёте конструкции Стокса, принятом на вооружение после ПМВ. Он также имел диаметр в 81 мм, что позволило британцам использовать трофейные итальянские мины, захваченные в Северной Африке во время ВМВ. К донной части мины прикреплялась полая трубка меньшего, чем мина диаметра — патронник с огнепередаточными отверстиями. В трубку вставлялся холостой ружейный патрон 12 калибра в картонной гильзе. Сверху на патронник налагались дополнительные пороховые заряды кольцеобразной формы. Дальность стрельбы зависела от количества колец, хотя при стрельбе на минимальную дистанцию мина могла быть использована и без них.

## ТТХ
- Калибр, см 8 (8,14)
- Вес, кг 52.5 , в том числе вес ствола 21 кг
- Начальная скорость мины до 300 м/с
- Скорострельность, выстрелов в минуту 25
- Дальность стрельбы от 100 до ~ 1000 м.
- Вес мины 3,2 кг (по другим источникам 4,85 кг) содержала 0,9 кг взрывчатого вещества.

## Таблица дальности

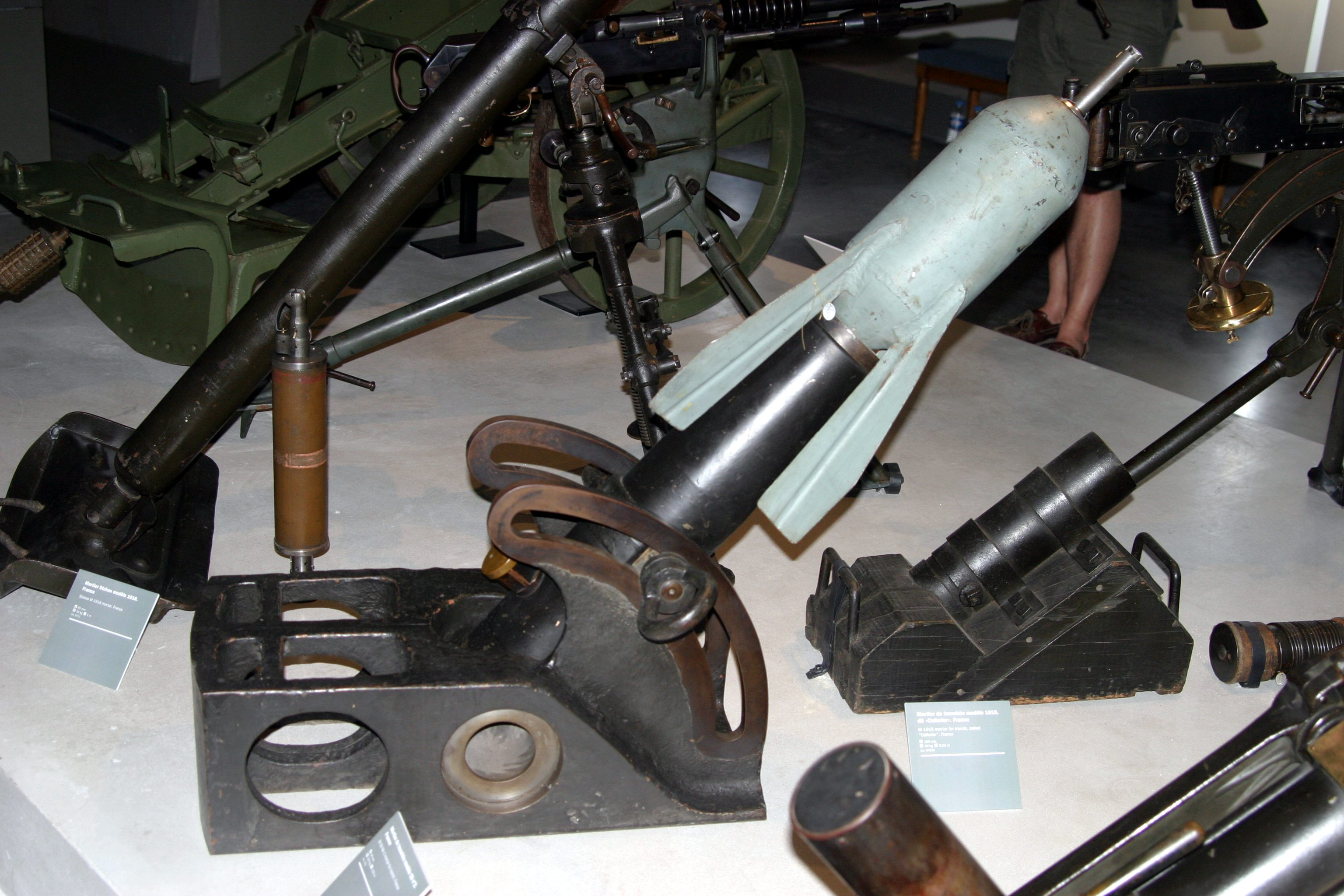
Миномёт Стокса рядом с 58-мм французским миномётом гораздо более архаичной конструкции и весящим 400 кг

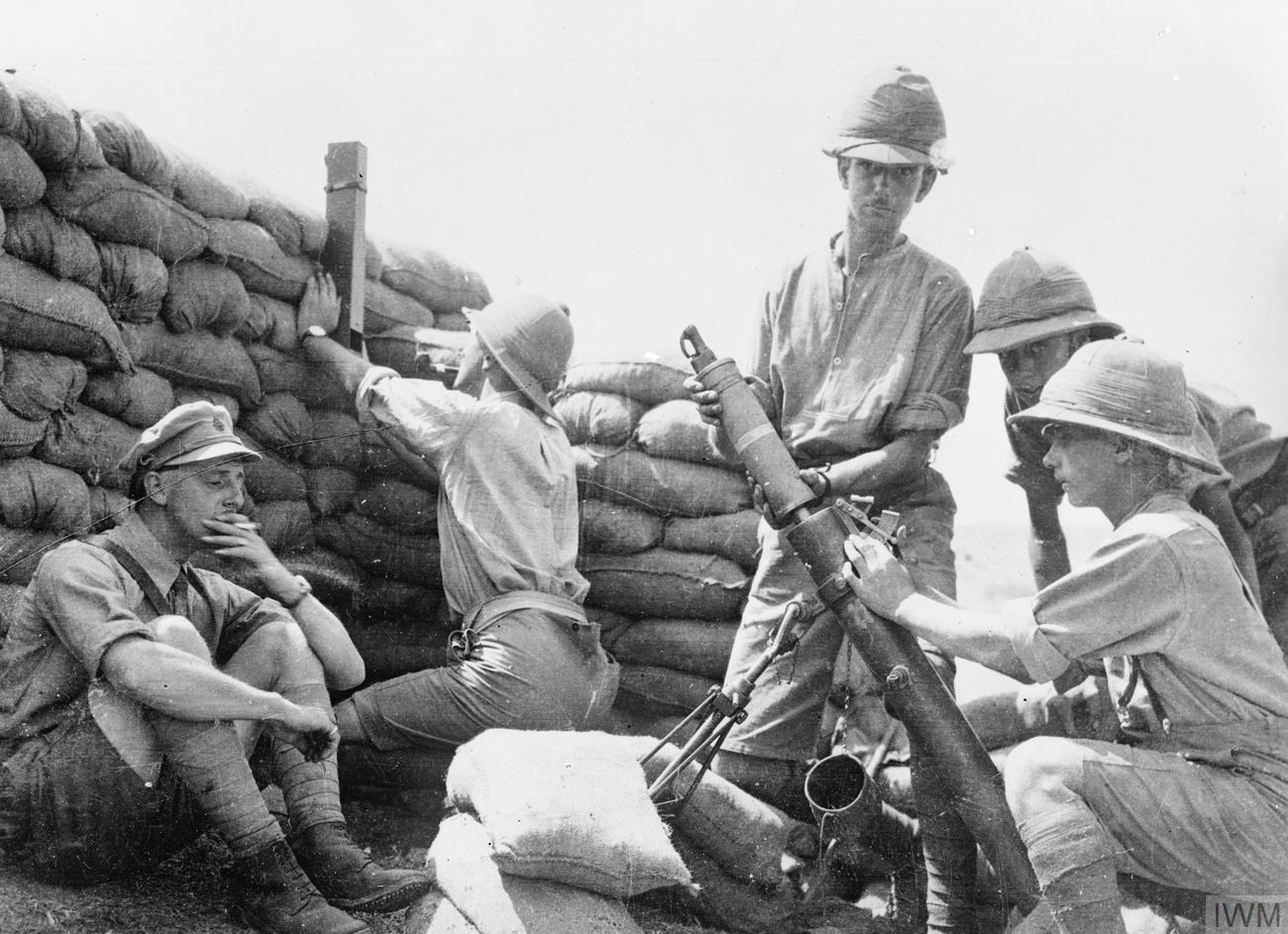

3-дюймовый миномёт Стокса. Издано в сентябре 1917 года.

Cartridge: 95 grains ballistite, reinforced with Charges : 5 grains, guncotton yarn

Rings: 110 grains, .3 mm flake cordite

 Снаряда: бомба, 10 фунт. 11 унций
| Угол возвышения | Воспламенительный заряд в патроннике | Воспламенительный заряд в патроннике | 1 кольцо                   | 1 кольцо              | 2 Кольца                   | 2 Кольца              | 3 Кольца                   | 3 Кольца              | 4 Кольца                   | 4 Кольца              |
| Угол возвышения | Дальность стрельбы (ярдов)           | Время полёта (секунд)                | Дальность стрельбы (ярдов) | Время полёта (секунд) | Дальность стрельбы (ярдов) | Время полёта (секунд) | Дальность стрельбы (ярдов) | Время полёта (секунд) | Дальность стрельбы (ярдов) | Время полёта (секунд) |
| --------------- | ------------------------------------ | ------------------------------------ | -------------------------- | --------------------- | -------------------------- | --------------------- | -------------------------- | --------------------- | -------------------------- | --------------------- |
| 45              | 240                                  | 7,1                                  | 420                        | 9,6                   | 550                        | 11,6                  | 660                        | 13,2                  | 800                        | 15,0                  |
| 50              | 233                                  | 7,6                                  | 411                        | 10,4                  | 538                        | 12,5                  | 649                        | 14,3                  | 780                        | 16,2                  |
| 52              | 228                                  | 7,8                                  | 404                        | 10,7                  | 530                        | 12,9                  | 639                        | 14,7                  | 767                        | 16,6                  |
| 54              | 222                                  | 8,0                                  | 395                        | 10,9                  | 518                        | 13,2                  | 626                        | 15,1                  | 748                        | 17,0                  |
| 56              | 215                                  | 8,2                                  | 384                        | 11,2                  | 503                        | 13,5                  | 608                        | 15,4                  | 726                        | 17,4                  |
| 58              | 207                                  | 8,4                                  | 371                        | 11,4                  | 486                        | 13,8                  | 589                        | 15,8                  | 701                        | 17,8                  |
| 60              | 197                                  | 8,5                                  | 357                        | 11,7                  | 467                        | 14,1                  | 567                        | 16,1                  | 672                        | 18,2                  |
| 61              | 193                                  | 8,6                                  | 349                        | 11,8                  | 457                        | 14,3                  | 554                        | 16,3                  | 656                        | 18,4                  |
| 62              | 187                                  | 8,7                                  | 340                        | 11,9                  | 445                        | 14,4                  | 542                        | 16,4                  | 640                        | 18,5                  |
| 63              | 182                                  | 8,8                                  | 332                        | 12,0                  | 434                        | 14,5                  | 528                        | 16,6                  | 623                        | 18,7                  |
| 64              | 176                                  | 8,8                                  | 323                        | 12,1                  | 422                        | 14,6                  | 514                        | 16,7                  | 605                        | 18,8                  |
| 65              | 170                                  | 8,9                                  | 313                        | 12,2                  | 409                        | 14,8                  | 499                        | 16,9                  | 586                        | 19,0                  |
| 66              | 164                                  | 9,0                                  | 303                        | 12,3                  | 396                        | 14,9                  | 483                        | 17,0                  | 567                        | 19,1                  |
| 67              | 158                                  | 9,0                                  | 292                        | 12,4                  | 383                        | 15,0                  | 468                        | 17,1                  | 547                        | 19,2                  |
| 68              | 152                                  | 9,1                                  | 281                        | 12,5                  | 369                        | 15,1                  | 451                        | 17,2                  | 526                        | 19,4                  |
| 69              | 145                                  | 9,2                                  | 270                        | 12,5                  | 354                        | 15,2                  | 434                        | 17,4                  | 505                        | 19,5                  |
| 70              | 138                                  | 9,2                                  | 259                        | 12,6                  | 339                        | 15,3                  | 416                        | 17,5                  | 483                        | 19,6                  |
| 71              | 131                                  | 9,2                                  | 247                        | 12,7                  | 324                        | 15,4                  | 398                        | 17,6                  | 460                        | 19,7                  |
| 72              | 124                                  | 9,3                                  | 235                        | 12,8                  | 308                        | 15,5                  | 379                        | 17,7                  | 437                        | 19,8                  |
| 73              | 117                                  | 9,3                                  | 223                        | 12,9                  | 292                        | 15,5                  | 360                        | 17,8                  | 413                        | 19,9                  |
| 74              | 109                                  | 9,4                                  | 210                        | 12,9                  | 275                        | 15,6                  | 340                        | 17,9                  | 389                        | 20,0                  |
| 75              | 102                                  | 9,4                                  | 197                        | 13,0                  | 259                        | 15,7                  | 320                        | 18,0                  | 364                        | 20,1                  |

## Дальнейшее развитие

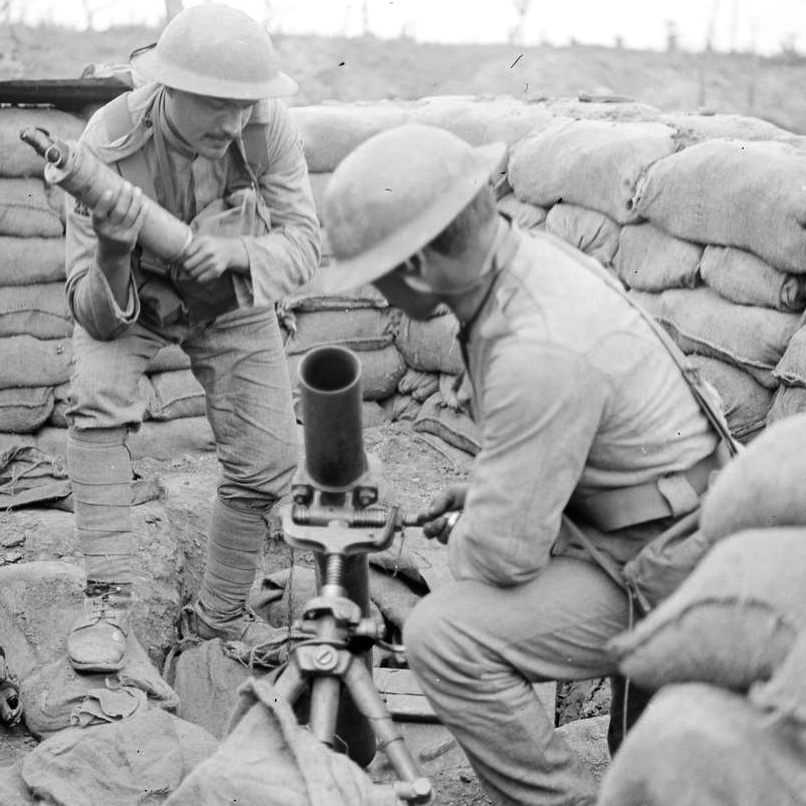

После Первой мировой войны во Франции проектированием миномётов занялась фирма Эдгара Брандта. В результате шестилетних исследований их конструкторы пришли к выводу, что канал ствола миномёта должен быть гладким, и, используя схему воспламенения Стокса, придали снаряду для обеспечения устойчивости в полёте каплеобразную форму со стабилизатором.
Принятый на вооружение в 1932 году 81-мм миномёт Стокса-Брандта послужил прототипом почти всех современных батальонных армейских миномётов.